# Rose von Turaida

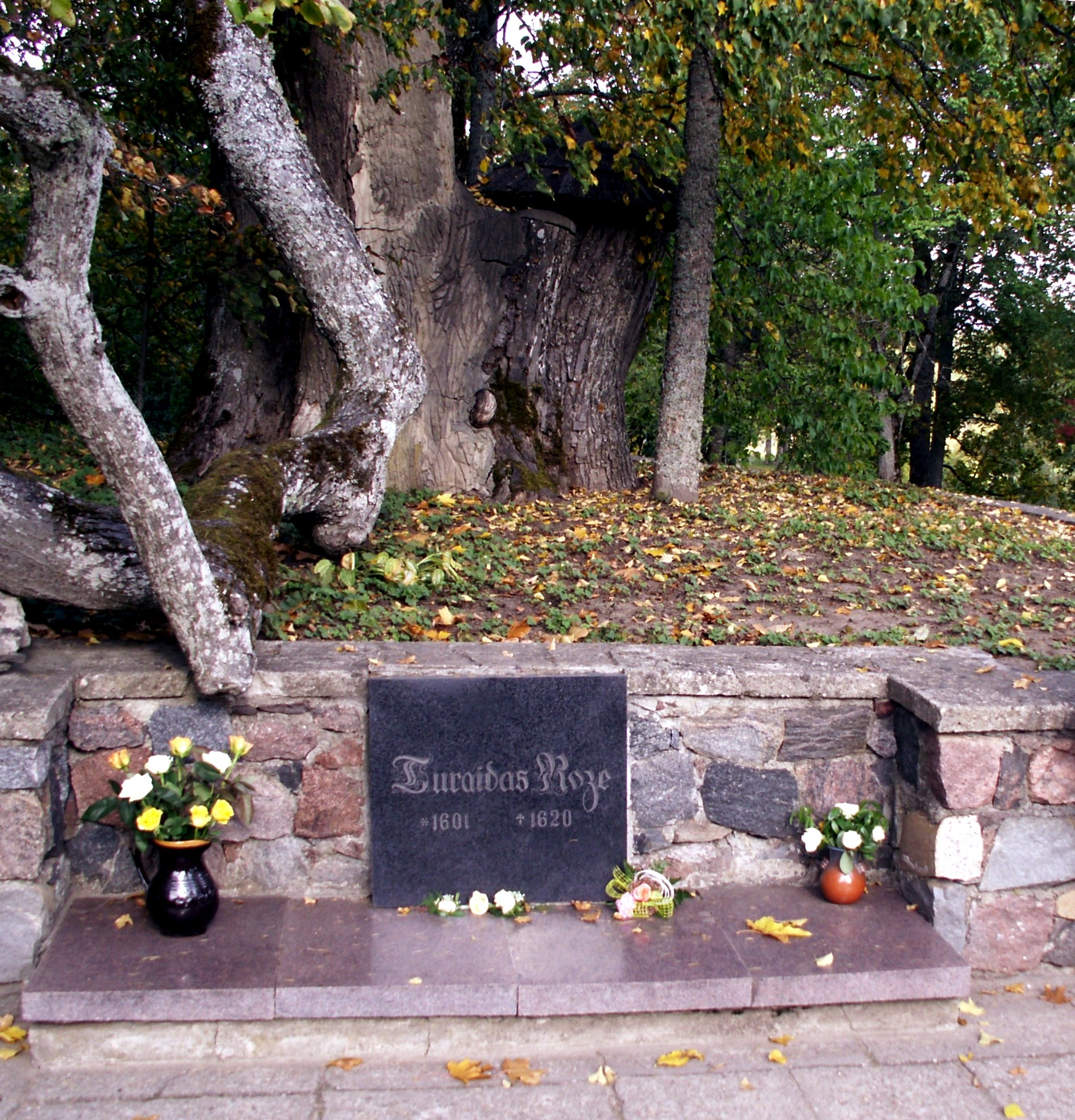
Gedenktafel der Rose von Turaida auf dem Kirchberg.

Die Rose von Turaida bzw. Jungfrau von Treiden (* 1601 in Turaida; † 6. August 1620 in Turaida) war eine Mai Rosa genannte Waise, deren Gedenkstätte im Park der Burg von Turaida in Turaida (Lettland) ein vielbesuchtes Ziel ist.

## Legende
Nach einer Schlacht zu Füßen der Burg Treyden oder Treiden (lettisch Turaida) im Mai 1601 fand der Burgschreiber Greif auf der Suche nach Überlebenden ein Neugeborenes in den Armen seiner toten Mutter. Er zog das Mädchen wie eine eigene Tochter auf und gab ihm den Namen Mai (lettisch Maija); herangewachsen erhielt sie wegen ihrer großen Schönheit den Beinamen Rosa bzw. Rose (lettisch Roze). Mit dem aus Deutschland eingewanderten Landschaftsgärtner Viktor Heil verband sie eine tiefe Liebe, im Herbst 1620 wollten die beiden heiraten. Kurz zuvor lockte ein Bote – vermeintlich in Viktors Auftrag – Mai Greif zur Gutmannshöhle (Gūtmaņa ala), ihrem gewöhnlichen Treffpunkt. Sie begab sich in Begleitung von Lenta, der achtjährigen Tochter ihres Adoptivvaters, dorthin. Dort lauerte ihr der polnische Söldner Adam Jakubovski in der Absicht auf, sie zu vergewaltigen, da sie seinen Heiratsantrag abgelehnt hatte. Mai bot ihm ihr Halstuch, das den Träger unverwundbar mache, falls er sie gehen ließe, und forderte ihn auf, die Wirkung des Tuches an ihr zu erproben. Nach kurzem Zögern verwundete Jakubovsky sie daraufhin tödlich mit seinem Schwert. Mai starb entsprechend dem Sinnspruch, der in das Halstuch – ein Geschenk ihres Verlobten – gestickt war:
»Lass’ des Muthes Fahne wehen,

Wenn den Stab dein Schicksal bricht!

Lass’ dein Leben untergehen,

Aber deine Ehre nicht!«

Am Abend fand Viktor in der Höhle die Leiche seiner geliebten Mai. Zunächst fiel der Mordverdacht auf ihn; vor Gericht trat jedoch ein Zeuge namens Peter Skudritz auf und sagte aus, er habe Mai in Jakubovskis Auftrag zur Höhle gelockt und die Tat mit angesehen. Der Mörder selber habe sich inzwischen erhängt. Lenta, die nach einigen Tagen des Umherirrens aufgefunden wurde, bestätigte diesen Tatverlauf.
Nach der Beisetzung seiner Verlobten bei der Burg kehrte Viktor Heil in seine Heimat zurück. Die der Legende nach von ihm auf Mais Grab gepflanzte Linde grünt noch immer; die Stätte ist ein beliebter Wallfahrtsort für Jungvermählte.